# Real Lives
Real Lives - це навчальна відеоігра 2001 року, розроблена Educational Simulations, а тепер її перейняла компанія Neeti Solutions, Пуна, Індія. Третя версія гри наразі працює після включення відгуків гравців у її розробку. Це дозволяє гравцям прожити життя випадково породжених людей на Землі . Гравцям дозволено обирати собі заняття, умови життя, соціальну діяльність та створювати сім'ї, але на всі їх рішення впливають наявні статистичні реальні дані. Наприклад, якщо у вашого персонажа народилася дівчинка в Індії, можна було б звернутися до бази даних імен індійських дівчат, а також до бази даних прізвищ Індії, індійських міст, статистики охорони здоров’я Індії тощо. На життя гравця можуть впливати випадкові події, такі як повені, війна хвороби, автомобільні аварії та інші важливі події, що змінюють життя. Гравці можуть грати з моменту народження до смерті.    Нові функції видання 2010 року включають тривимірне обличчя для персонажа гравця та його родичів, можливість відкрити бізнес як альтернативу пошуку роботи та підключенню до Google Maps . 
Різні країни означають різні можливості для свого громадянина. Насправді вибору немає, хтось народився у заможній чи бідній сім’ї. Подібні правила стосуються вашого вродженого таланту та інших навичок. Однак кожен шукає щастя незалежно від своєї ситуації, але це може виявитися важкою справою що залежно від країни, навичок та сімейного багатства. Ставлячи гравця в іншу життєву ситуацію, гра має на меті спровокувати питання про життя та співпереживання до інших людей у користувачеві. 

## Розробка
Боб Руньян виріс у районі, який повинен був стати «Кремнієвою долиною» Каліфорнії. Будучи дорослим, він подорожував до Мексики та Європи, грав у футбол з міжнародними командами, і все це розпалювало його пристрасть до пізнання різних культур. Боб викладав на рівні середньої школи і через кілька років він приєднався до Корпусу Миру та викладав математику та інформатику в Політехнічній школі на Сейшельських островах. Він також працював над просуванням власних навичок комп'ютерного програмування. Після повернення до Сполучених Штатів Боб познайомився з Кеті та продовжував викладати до 1989 року, коли змінив кар’єру, щоб стати комп'ютерним програмістом. У 1996 році Боб відчув натхнення писати програмне забезпечення, яке сприяло емпатії, імітуючи життя в будь-якій точці світу на основі статистики реального світу. Боб зайнявся бізнесом, заснувавши Educational Simulations Inc. з розробки та продажу "RealLives" і запустили першу версію в 2001 році. 
Віривши в це покликання та бажання підтримати здатність Боба зосередитись на розробці RealLives, Боб та Кеті спростили свій спосіб життя, який включав Кеті та їх трьох синів, які відмовились від домашнього навчання. У 2003 році Кеті почала працювати в Семестрі Вулмана, школі, яка орієнтувалася на мир, соціальну справедливість та стійкість. Ця робота була добре узгоджена з місією RealLives, а також забезпечила стабільний дохід для родини Рунян. 
Боб познайомився з доктором Параг Манкейкером через фонд «Ашока» і запропонував Парагу виступати в дошці «Educational Simulations» в ролі Кеті і Боба. Вони були глибоко вражені його баченням і пристрастю до RealLives. У вересні 2018 року підприємець із соціальних технологій доктор Параг Манкейкер став підприємцем у резиденції в ETH Zürich. 

## Ігровий процес
Гра побудована на турах, які представляють рік. Тож усі прийняті вами рішення будуть дійсними принаймні один рік. Ви можете приймати рішення про освіту, професію, дозвілля, стосунки, якщо хочете жити з батьками і як витрачаєте гроші, коли переїжджаєте. Також є певні раптові події, які потребують негайного рішення. Кілька прикладів таких подій: "Людина, здається, постраждала, ти хочеш допомогти?" , "Ви вагітні. Що ти будеш робити? "Або "Хочеш завести домашнього улюбленця? " . 
У вас є 11 атрибутів: здоров'я, стійкість, щастя, інтелект, артистичність, музикальний смак, атлетичність, сила, витривалість, духовність та мудрість. Вони змінюються через події, а також ваші рішення в грі. Два художні та музичні атрибути впливають на ваші стосунки, тоді як атлетичний позитивно впливає на здоров'я, стійкість, силу та щастя. Перейшовши мишкою на них, ви зможете побачити їх вплив. 
Щороку відбуваються події, а атрибути персонажа змінюються. Люди хворіють або змінюють роботу чи стосунки. Також можуть статися речі, що відбуваються в державних регуляторних чи природних катастрофах. Під час більшості подій доступна додаткова інформація. Ця інформація може пояснити походження чи наслідки хвороби, можливість природних катастроф, а також фактичні структури в суспільстві та державі. Деякі події, що відбуваються, не впливають на гру, але навчають гравців тому, як це відбувається в реальному житті інших людей. 

## зовнішні посилання
- Вебсайт Real Lives для навчальних симуляцій [Архівовано 18 листопада 2019 у Wayback Machine.]
- Зображення обличчя персонажа у "Справжньому житті 2010" [Архівовано 25 квітня 2012 у Wayback Machine.]